# Andreu Ivars
Andreu Ivars i Cardona (Benissa, 1885 – Gata de Gorgos, 1936) è stato uno storico e presbitero spagnolo.

## Biografia
Entrò, nel 1900, nell'ordine francescano nel convento di Sant Esperit Gilet, nei pressi di Sagunto. Nel 1909 ricevette l'ordinazione sacerdotale. Grazie alle sue attitudini allo studio fu inviato a Roma presso la Pontificia Università Antonianum, dove studiò patrologia, storia del cristianesimo, mentre nell'Archivio segreto vaticano studiò paleografia e diplomatica. Nel 1913 fu destinato al centro di ricerca storica che l'Ordine francescano aveva in Quaracchi (Firenze), dove rimase un anno.
Nel 1914 morì Jaume Sala, uno dei fondatori della rivista Archivio Ibero-Americano (AIA). Ivars lo sostituì come rappresentante della provincia francescana di Valencia, e da allora fu collaboratore, nel 1919 vicedirettore, e, dal 1928, direttore. Ogni tanto ritornava alla sua provincia, dove fu Maestro e Lettore, Cronista e Definitore provinciale. Si trasferì, a Madrid, dal 1920 fino al 1936, dedicando il suo tempo interamente alla ricerca storica e alla divulgazione dei suoi studi, principalmente alla rivista AIA, ma anche ad altre di carattere storico. I suoi numerosi articoli ed i suoi libri, scritti in spagnolo o in valenciano, trattavano in particolare temi di storia o di cultura, tanto della famiglia francescana, quanto della società valenciana. L'autore medievale valenciano al quale dedicò più di ricerche fu Francesc Eiximenis.
Il 20 luglio 1936, dopo l'inizio della guerra civile spagnola, le milizie repubblicane incendiarono il Collegio Cardinale Cisneros, sede della rivista AIA, e fecero prigionieri i suoi religiosi, ma Ivars si salvò dalla persecuzione in quanto assente. La biblioteca, il suo archivio e tutto quello che aveva raccolto dopo anni di ricerca ed indagine fu bruciato. Il prelato, all'inizio si rifugiò al Sanatorio "Villa Luz", dove era cappellano. Successivamente in casa di amici, finché valutò più prudente andare con la sua famiglia. Mentre si stava dirigendo verso Benissa, venne riconosciuto ed arrestato, nei pressi della località di Dénia. La mattina dell'8 settembre 1936, venne ritrovato il suo cadavere, nei pressi di Gata de Gorgos, luogo dove venne fucilato. Attualmente è attivo un processo di beatificazione.

## Opere

### Libri
- Dos creuades valenciano-mallorquines a les costes de Berberia. València. Imprenta de Olmos y Luján. 1921. CXXI+175. Opera premiata nei Giochi floreali di Valencia di 1919. (CA)
- El escritor Fr. Francisco Eximénez en Valencia (1383-1408). Benissa. Ajuntament de Benissa (Comissió de Cultura). 1989. 239 pp. (Reedizione) (ES)

### Articoli
- Cuándo y en dónde murió el infante fray Pedro de Aragón. 1916. (ES)
- Los jurados de Valencia y el inquisidor Fr. Nicolás Eymerich, O.P. AIA, VI. 1916. 68-159. (ES)
- ¿Quién es el autor del “Tractat de Confession” impreso en Valencia, año de 1497, por Nicolás Spindeler, bajo el nombre de Fr. Francisco Eiximénez? AIA, XIV. 1920. 251-6. (ES)
- Algunos documentos del rey Martín el Humano relativos a los franciscanos. AIA, XIII. 1920. 408-13. (ES)
- El Llibre dels Àngels de Fr. Francisco Eximénez y algunas versiones castellanas del mismo. AIA, XIX. 1923. 108-24. (ES)
- Cronistas franciscanos de la Provincia de Valencia. AIA, XXVIII. 1927. 263-71. (ES)
- La “indiferencia” de Pedro IV de Aragón en el Gran Cisma de Occidente. AIA, XXIX. 1928. 21-97 (52-3); 161-86. (ES)
- Sobre la graduación en teología de Fr. Nicolás Costa, O.F.M.. AIA, XXXII. 1929. 386-91 (388-90). (ES)
- Francesc Ferrer, poeta valencià del sigle XV. 1930. (CA)
- Franciscanismo de la reina de Aragón Doña María de Luna (1396-1406). AIA, XXXIV. 568-94; AIA, XXXVI. 1933. 255-81; 416-32. (ES)

### Rassegne
- Rassegna di Zarco Cuevas, Julián. O.S.A. Catálogo de manuscritos castellanos de la Real Biblioteca de El Escorial. AIA, XXIV. 1925. 121-2. (ES)
- Rassegna di Foligno, Angela di. Le livre de l'experience des vrais fidèles. (Paris. Droz. 1927. XLVIII+536. Tradutto per M.-J- Ferre i L. Baudry). AIA, XXIX. 1928. 395-402 (401). (ES)
- Rassegna di Eiximenis, Francesc. Doctrina Compendiosa. (Barcelona. Editorial Barcino. 1929. 157. Testo e note per Martí de Barcelona, O.F.M. Cap. “Els Nostres Clàssics”. Collezione A, 24. AIA, XXXII. 1929. 278-81. (ES)
- Rassegna di Martí de Barcelona. O.F.M. Cap. Fra Francesc Eiximenis, O.M. (1340?-1409?). La seva vida, els seus escrits, la seva personalitat literària. (EF, XL. 1928. 437-500). AIA, XXXII. 1929. 276-8. (ES)
- Rassegna di Joan de Gal·les, O.F.M. Breviloqui. (Barcelona. Editorial Barcino. 1930. 175. Testo e note per Norbert d'Ordal, O.F.M. Cap. “Els Nostres Clàssics”. Collezione A, 28. AIA, XXXIV. 1931. 143-6. (ES)